# James Graham, 8. Hertug af Montrose
James Graham, 8. Hertug af Montrose (født 6. April 1935), kendt som jarl af Kincardine indtil 1954 og Markis af Graham mellem 1954 og 1992, er en hereditary peer i den skotske adelskalender som Hertug af Montrose, og en britisk konservativ politiker i overhuset (House of Lords). Han er Chief (Høvding) for Clan Graham i Skotland.

## Biografi

### Forældre og barndom
Hertugen blev født i Sydrhodesia, til James Graham, 7. Hertug af Montrose og Isabel Veronia Sellar. James Graham blev født på en gård i Rhodesia i 1935 hvor hans far, dengang Markisen af Graham (senere hertug), var i færd med at etablere en karriere uafhængigt af den sociale rangstige, som han syntes, at det blev drevet i Det Forenede Kongerige på tidspunktet. I et forsøg på at undslippe myggenes opmærksomhed, var familiens første hjem, to runde lerhytter beliggende på en kopje. Det skulle dog vise sig, ikke at være den mest ideelle situationen og var ikke rigtig egnet til små børn. Efter flere udfald af forskellige sygdome, vendte hertugen og hans søster tilbage til Storbritannien.

### Ægteskab og børn[3]
James Graham blev d. 31 januar 1970, som Markisen af Graham, gift med Catherine Elizabeth MacDonell Young (d. 29 oktober 2014) de har børnene:
- Lady Hermione Elizabeth Graham (født 20. juli 1971), gift 1998 Christopher John Thornhill, de et tvillingepar:
  - John Graham Thornhill (født 1998)
  - Grace Graham Thornhill (født 1998)
- James Alexander Norman Graham, Markisen af Graham (født 16. August 1973), gift i 2004 med Cecilia Manfredi, uden børn.
- Lord Ronald John Christopher Graham (født 13. oktober 1975), gift d. 24 September 2016 med Florence Mary Arbuthnott, uden børn.

### Uddannelse og arbejde
Hertugen gik på to kostskoler. Først havde været evakueret til en kostskole i Aberdeenshire for hans sikkerhed under 2. Verdenkrig. Den anden kostskole var Loretto School i nærheden af Edinburgh. Skolen ligger vægt på et fysisk hårdt og spartansk regime, men hertugen lærte også andre ting såsom 'Skotsk højlandsdans'.
Efter at have forladt skolen, rejste han meget som en frivillig arbejdstager. Han besøgte mange lande hvor han tog en særlig interesse i indsatsen, som mange af de unge lande, gjorde for at etablere deres uafhængighed og demokrati. Dette var en del af de forskellige initiativer koordineret af MRA (Moral Re-Armament).
I 1962 vendte han tilbage til Skotland for at føre tilsyn med nogle af familiens landbrug og godser, og fik fuldt ansvar for hertugdømmet Montrose's jordbesiddelser i 1984. Han har været aktiv i mange år i det lokale filial af 'The Scottish National Farmers Union', og har yderligere tjent i ni år i nationalrådet. I 1997 blev han præsident for 'Royal Highland and Agricultural Society'.

### Politiske karriere og Internationale relationer
Efter hans faders død i 1992, optog Graham hans sæde i overhuset og deltog i debatter om den skotske decentralisering og reformen af House of Lords. Han er en af fire hertuger og 90 Heredetary peers (Højadelen) der genindtrådte i overhuset (24 ikke-royal hertuger var berettiget) efter House of Lords Act 1999, og den eneste der blev valgt til at forblive uden et genvalg. De andre hertugerne i overhuset, der har genindtrådt er; hertugen af Somerset, der vandt et suppleringsvalg i December 2014, hertugen af Wellington, der vandt et suppleringsvalg i September 2015, og hertugen af Norfolk, der som Earl Marshal er en af de 'Great Officers of State', og behøver ikke at opstille til valg.
Hertugen af Montrose var en skyggeminister for Skotland før valget i 2010. Han har også brugt adskillig tid i Kina, med arbejdet for at fremme vedvarende energi og miljømæssige foranstaltninger, og han er flydende på Mandarin.

## Jordbesiddelser og Rigdom
James Graham er den nuværende hertug af Montrose, og med det ejer han også hertugdømmet af Montrose's omkring 8.800 acres (tilsvarende til 3561 hektar). Hertugdømmet's jordbesiddelser var i 2001 værdiansat til £1 millioner (ca. 8.327.365 dkk, i 2019).

## Titler og titulering[7]
- 6 April 1935 – 20 Januar 1954: 'Right Honourable' Earl of Kincardine
- 20 Januar 1954 – 10 Februar 1992: Den Mest Ærefulde Markisen af Graham
- 10 Februar 1992 – nu: Hans Nåde Hertugen af Montrose

De ovenstående titler er hertugens titulerings-titler, men hertugerne af Montrose har i alt 12 titler, de er:
- 8. Hertug af Montrose
- 11. Markis af Montrose
- 8. Markis af Graham og Buchanan
- 15t. Jarl af Montrose
- 11. Jarl af Kincardine
- 8. Jarl Graham
- 8. Viscmte af Dundaff
- 17. Lord Graham
- 11. Lord Graham og Mugdock
- 8. Lord Aberuthven, Mugdock ogFintrie
- 8. Baron Graham, af Belford i Grevskabet Northumberland
- 12. Baronet, benævnt "af Braco"

## Referenceliste
1. 1 2  His Grace James Graham, 8th Duke of Montrose, Internet Archive, Weyback Machine, Hentet d. 5/7 2019
2. ↑  Window on Rhodesia The Jewel of Afrika, Lord Graham, 7th Duke of Montrose, Minister of Agriculture and Minister of Defence, Hentet d. 5/7 2019
3. ↑  The Peerage, James Graham, 8th Duke of Montrose, Hentet d. 5/7 2019
4. ↑  The Clan Graham Society, "An Greumach Mhor" ~ Chief of the Clan Graham, James Graham, 8th Duke of Montrose Arkiveret 2. juli 2019 hos  Wayback Machine, Hentet d. 5/7 2019
5. ↑  Valutaomregner, Kurs d. 5/7 2019 (8,3), Hentet d. 5/7 2019
6. ↑  Ten dukes-a-dining, Daily Mail, Hentet d. 5/7 2019
7. ↑  Cracroft-Brennan, Patrick, Cracroft's Peerage, The Complete Guide to the British Peerage & Baronetage, Montrose, Duke of (S, 1707) Arkiveret 5. januar 2011 hos  Wayback Machine, Hentet d. 4/7 2019